# Paralimnophila punctipennis
Paralimnophila punctipennis là một loài ruồi trong họ Limoniidae. Chúng phân bố ở miền Australasia.